# 平澤光秀
平澤 光秀（ひらさわ みつひで、1982年3月27日 - ）は、日本の元男性プロレスラー、元アマチュアレスリング選手。北海道札幌市出身。血液型A型。
プロレスラーとしては複数のギミックを演じており、名乗ったリングネームは若手時代の本名に始まり、狂人風ギミックのヒデオ・サイトー、ヒーロー風ギミックのキャプテン・ニュージャパン、英雄から悪堕ちしたBONE SOLDIER（ボーンソルジャー）のギミックで活動した。現在は札幌レスリングクラブで後進の指導を行なっている。

## 来歴

### プロレスデビュー以前
全国少年レスリング連盟育成委員長を務める平澤光志を父親に持ちその父親が営むクラブで3歳からレスリングを始めたとされる。
高校は霞ヶ浦高等学校、大学は専修大学とレスリングの名門校を渡り歩いており、専修大学時代には馳浩の指導も受けていた。
高校、大学を通じて国体、全日本学生選手権 で活躍した。
その後、国語教員免許を取得し大学卒業後は医療機器販売メーカー「竹山」に就職。営業職をしながらレスリングを続け、2004年の国体ではフリースタイル96kg級で3位 という成績を残した。
会社を辞め、2005年3月に新日本プロレスに入門した。また、練習生時代に全日本社会人選手権に出場しフリースタイル120kg級で優勝する。

### 平澤光秀
2006年1月28日、後楽園ホールの飯塚高史戦で、本名の「平澤光秀」をリングネームとしてデビューした。
4月26日、高橋裕二郎戦で初勝利を果たした。その後、ZERO1-MAX（現 : ZERO1）との対抗戦や、永田裕志とのタッグ“青義軍”でG1 TAG LEAGUEにエントリーするなどと様々な経験を積んでいる。
2009年1月4日、レッスルキングダムIII IN 東京ドームの第0試合に出場する。
7月19日、前年3月2日に婚姻届の提出を済ませた歯科助手の女性と札幌市内のホテルで結婚披露宴を行った。
7月21日の札幌大会で中邑真輔と対戦するも、顔面への膝蹴りを受けて敗れた。試合後、中邑から「情けないよ。情けない。それでも新日の若手か！ そんなんだからよ、対抗戦にも呼ばれねぇ！ チャンスも潰す！ 自覚しろ！ 自覚!! 」と酷評を受けた。
8月9日にはTAJIRIと初対戦し、TAJIRIのバズソーキックでピンフォールを奪われ試合後にはグリーンミストを喰らうという屈辱を味わった。9月には、永田、井上亘、スーパー・ストロング・マシンと共に青義軍を結成した。

### ヒデオ・サイトー
2010年9月、プエルトリコ（WWC）へ無期限の武者修行の旅へと旅立った。現地でのリングネームは「ヒデオ・サイトー」であった。同団体で再興された二次的タイトル・WWCカリビアンヘビー級王座を復活後初の王者として戴冠していた時期があった。
2011年5月、新日本プロレス初のアメリカ大会を記念して新設されたIWGPインターコンチネンタル王座の初代王者決定戦トーナメントに出場するも、1回戦の対戦相手の高橋の東京ピンプスで敗退した。この時のヒデオはまだヒールターンしていなかった為、無精髭は生やしていたものの、ショートタイツ姿で平澤のファイトスタイルで試合を行っていた。

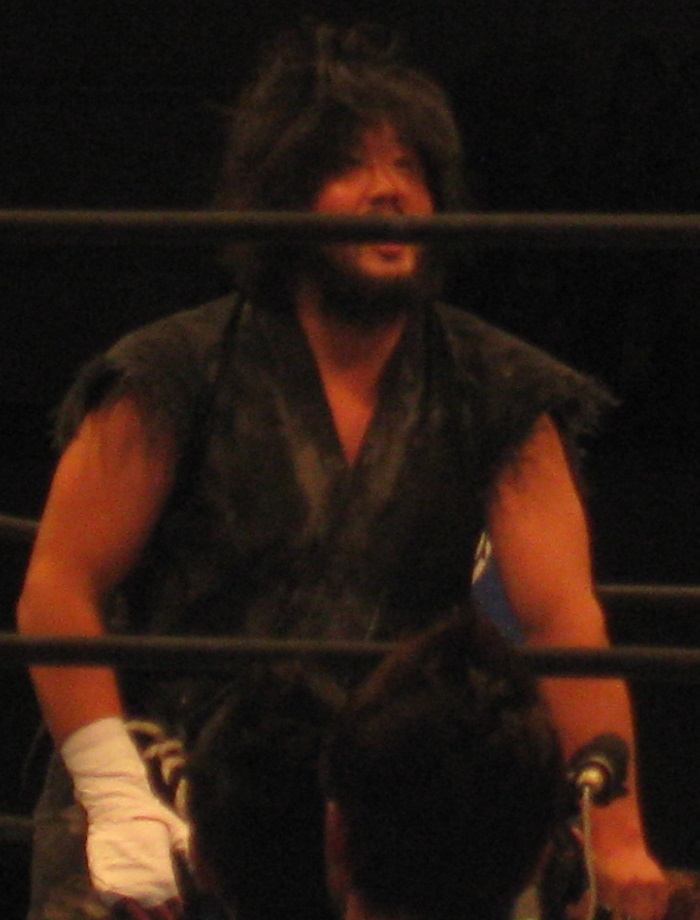
ヒデオ・サイトー。

6月、プエルトリコ遠征から帰国し、帰国後もヒデオ・サイトーとして参戦。18日、大阪府立体育会館大会で永田に試合後襲撃を敢行、青義軍メンバーのキング・ファレの制止をはねのけ、腰に巻いていたしめ縄で絞首刑の如く永田を締め上げ、青義軍に決別を宣言してCHAOSに寝返った。
7月3日、タッグマッチで永田と対戦、ヒデオは終始永田の首を締め上げ続けた。翌13日、飯塚とタッグを組み永田・ファレ組と対戦、ファレをカリビアンデスクリップによる首絞めでタップを奪った。5日後の18日、初めて永田とのシングルマッチが組まれるも、レフェリー暴行による反則負けとなった。
8月、G1 CLIMAXに初出場、矢野通戦では試合開始後にリングの真ん中に寝転がった。その矢野との場外戦ではハンマーで矢野がヒデオの頭を攻撃したとき、ヒデオがゴングで防ぎ「カーン」と鳴って観客の失笑を誘った。内藤哲也戦ではスーパー・ストロング・マシンのコスチュームとマスクで現れ、試合開始数分でマスクを剥がされた。高山善廣戦では虫取り少年のようなコスチューム（麦わら帽子・ランニンシャツ・短パン・虫取り網・虫篭）で登場した。虫とり網を高山の頭に被せる など、奇行に拍車が掛かった。同ブロックの殆どの選手に負け、「楽な試合」「リーグ戦の中休み」など言われたが、最終日の永田戦では入場直前の控え室で永田を襲撃し、腕固めを切り返してのカリビアン・デス・グリップで大会中唯一の勝利を収めると共に永田の決勝戦進出を阻んだ。
9月、神戸大会で永田と再戦、しかし最後は永田のバックドロップホールドで敗れた。
10月3日、天山広吉のデビュー20周年記念大会『猛牛祭』にタイチとシングルマッチで対戦した。ヒデオはリング外の売店で売られていたピンク色のシュシュで前髪を括った姿で現れ、入場直後にゴングを連打する奇行に走っている。試合は終始、タイチに取られたシュシュを餌に振り回されるもカリビアン・デス・クリップで勝利する。この試合を境にヒデオは前髪をシュシュで括った姿で入場するようになり、相手選手に奪わる事を考慮して入場直後に尾崎リングアナにシュシュを預けるようになった。
12月4日愛知大会、天コジ再結成戦と銘打たれたテンコジとのタッグ戦で飯塚と組んで対戦、試合中アイアンフィンガーフロムヘルを盗み出すというヒデオの行動は最近見られる光景だった。しかし、盗み出した後アイアンフィンガーで飯塚を襲撃した直後にバックステージに逃走、結果は置き去りにされた飯塚が天山のアナコンダバイスで敗北した。だが、試合後に仲間である筈のCHAOSの矢野と石井智宏の手でヒデオはバックステージから引きずり戻され、飯塚・石井・矢野からイス攻撃&ストンピングを食らい、最後はコスチュームを剥ぎ取り黒のショートタイツ姿にされた後、飯塚から仕返しのアイアンフィンガーを喰らった。

### キャプテン・ニュージャパン

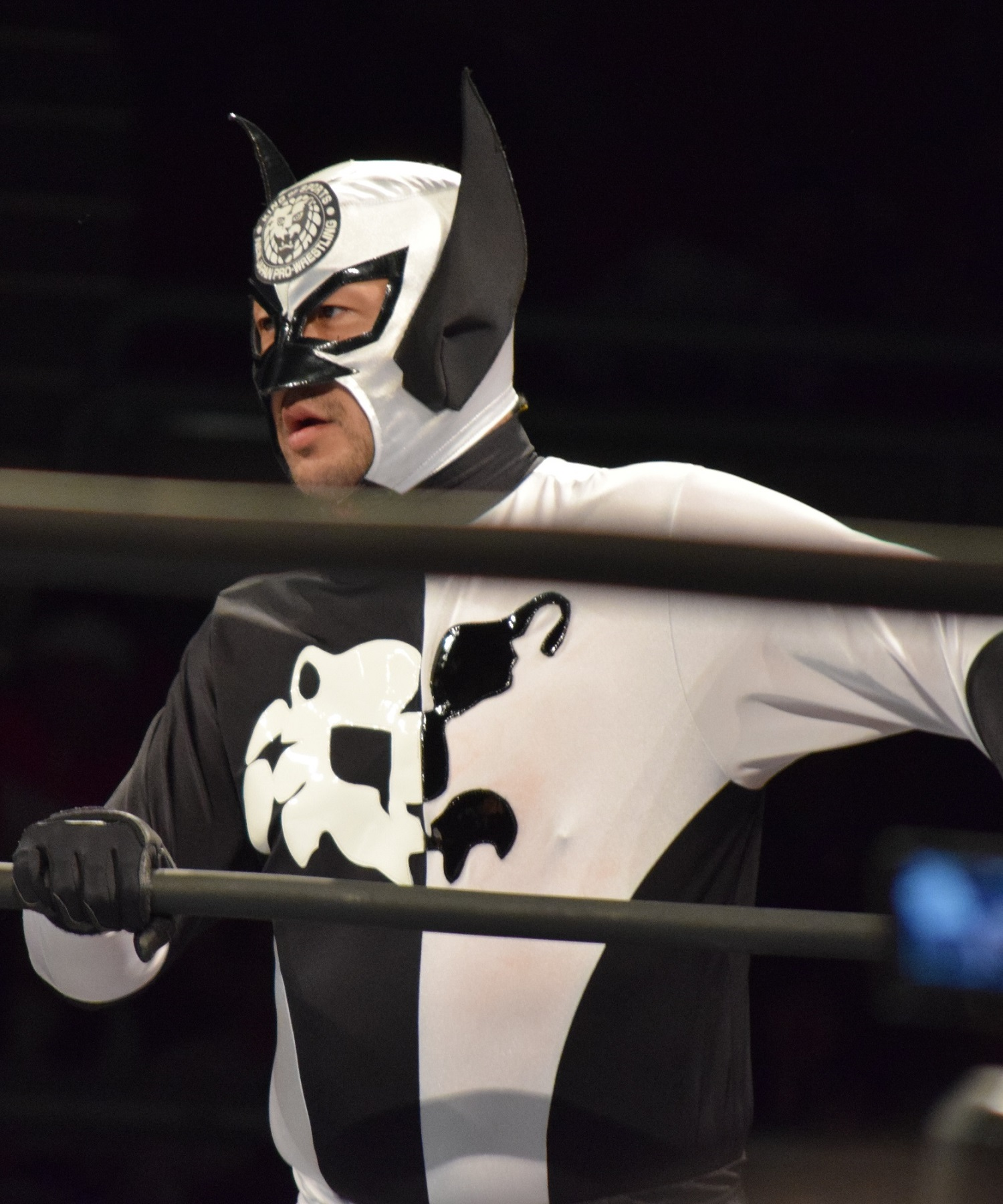
キャプテン・ニュージャパン。

2011年12月9日、ヒデオと鈴木軍のタイチがファン投票ワーストとなった事で組まれたシングルマッチにおいて、ヒデオではなくキャプテン・アメリカを模作した『キャプテン・ニュージャパン』として突如ヒーローキャラとなって登場し、額・胸部・盾にはライオンマークが施されていた。しかし最後はカリビアン・デス・グリップというヒーローには似つかわしくない技でタイチからピンフォールを奪った。
その後は永田の青義軍に戻らず、今まで関わりのなかった田口隆祐、プリンス・デヴィット、タイガーマスクなどの本隊の選手とも組む事が増えてきている。
2012年2月19日、『ALL TOGETHER 〜もう一回、ひとつになろうぜ〜』では、キャプテン・オールジャパン&キャプテン・ノアと主要団体のキャプテン達が勢ぞろいしトリオを結成し参戦した。
3月頃からオカダ・カズチカにIWGPベルトを掛けた対戦を要求するも、オカダはこれを黙殺した。
4月上旬に菅林直樹社長に直談判し、4月8日の後楽園ホール大会でオカダとのシングルマッチを組むことを約束した。そして当日の4月8日にオカダとシングルマッチを行うも、レインメーカーで敗れた。
11月20日より開催されたWORLD TAG LEAGUEに、棚橋弘至とのタッグ「キャプテン・エース」で出場するも全敗。次の年も棚橋とタッグを組み、戦績は1勝だったがBULLET CLUBのプリンス・デヴィットから自らフォールを奪う大健闘を見せた。
現在はデビュー当時の赤だけではなく黄色・水色のコスチュームで登場することが多い。永田と組むときは青色のコスチュームの時が多い。また週刊プロレスのプロレスラーの家族への取材ではキャプテンの父として登場せず親友の平澤光秀の父という形で登場した。また2014年4月に開催された井上亘引退記念試合では青義軍としてセレモニーに参加した。
限定マスクで登場することもあり、2013年7月の北海道大会では、頭に北海道の地図が描かれたマスクを着け「キャプテン・ホッカイドー」として登場した。2014年4月の台湾大会ではキャプテンの友人である「キャプテン・台湾」が参戦し、後藤洋央紀と組んで急遽IWGPタッグ王座に挑戦したものの敗れた。
2016年4月10日、ヨシタツの復活戦と銘打たれたNEVER無差別級6人タッグ王座戦の試合後のバックステージに登場、HUNTER CLUBの結成を宣言したヨシタツに対して自分がメンバーに入ると告げるも、「考えさせてくれ」と固辞される。その後はタッグマッチにヨシタツと一緒のチームへ組まれる事が多くなり、HUNTER CLUB入りの為に数々の努力を行うも認めてもらうことが出来ないでいた。
9月12日、ヨシタツがHUNTER CLUB入りの可否をTwitterでの投票で決めると宣言した。
9月25日、DESTRUCTION in KOBEにて試合前にキャプテンをHUNTER CLUBに加入させないとヨシタツが宣言、するとキャプテンが激高しヨシタツを襲撃した。そのまま対戦相手の高橋裕二郎&チェーズ・オーエンズ組と結託し、BULLET CLUBに加入した。バックステージでヒーローごっこを終わりにすると共に別キャラクターへの転身を宣言した。

### BONE SOLDIER

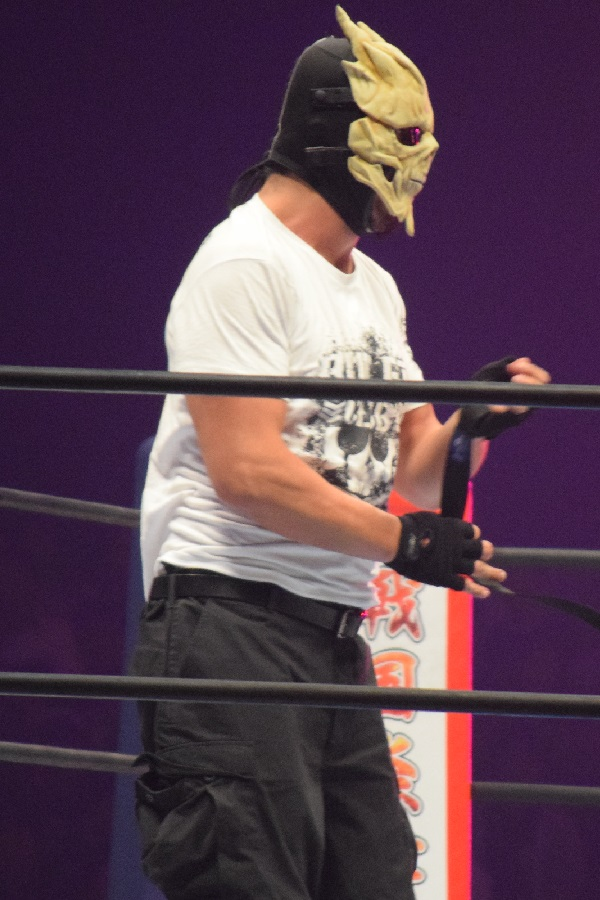
BONE SOLDIER。

2016年9月26日、NEW JAPAN ROAD ～がんばろう！UONUMA 2016～にてBONE SOLDIERなるレスラーの登場が発表され、正体がキャプテンであることが示唆された。また、田口も東スポのインタビューでBONE SOLDIERの正体はキャプテンだろうと発言した。
10月8日、上記の新潟大会にてBONE SOLDIERのデビュー戦が行われ、試合はBULLET CLUBの面子がヨシタツを複数人で攻撃した事による反則裁定となる。試合後のバックステージでは、自身が元英雄であることやヨシタツと因縁があるという内容のコメントを行った。また日時は不明だが、Twitterアカウントの名前が「キャプテン・ニュージャパン」から「BONE SOLDIER」に変更された。
以降はヨシタツとの抗争を繰り広げ、ヒデオ・サイトー時代を彷彿とさせる首絞め、レフェリーの目の前で金的を行う等で反則裁定となるケースが多くなっている。
11月にはバッドラック・ファレと組んでWORLD TAG LEAGUEに出場するも、全敗に終わった。
2017年1月4日、WRESTLE KINGDOMの第0試合に登場し、3分50秒でオーバー・ザ・トップロープによる敗退となった。

### 2017年2月以降
1月下旬から始まったTHE NEW BEGINNINGシリーズはBULLET CLUBのメンバー全員がシリーズを通して欠場した事に伴い、BONE SOLDIERも欠場となった。BULLET CLUBのメンバーはHONOR RISING:JAPAN 2017（ROHとの合同興行）および次シリーズとなるNEW JAPAN CUPで復帰したが、BONE SOLDIERはこれらの興行で試合が全く組まれずに引き続き欠場した。2017年3月には、特に告知が無いまま新日本プロレス公式サイトの選手一覧ページからBONE SOLDIERの項目が削除された。これ以降は平澤のプロレスラーとしての活動は確認されなくなり、フェードアウトする形で事実上の引退となった。
最後に公の場へ姿を見せたのは2017年1月5日に行われた後楽園ホール大会でのBULLET CLUB対TEAM2000の試合で、これが平澤の事実上のラストマッチとなった。
Twitterのアカウントは2017年3月以降も削除されずに残っており、プロレスラーとしての活動こそ確認されないものの平澤の近況に関するツイートが度々投稿されている。
2017年12月17日の後楽園ホール大会では、JRAとのコラボ企画として登場したマスクドホースこと田口が試合中にキャプテン・ニュージャパンの真似をして話題となった。
2018年4月、Road toレスリングどんたくシリーズにてBONE SOLDIERの復帰を意味する「BONE SOLDIER WILL RETURN」と現した動画 が大会の度に繰り返し流され、5月4日開催のレスリングどんたく2日目にBONEのマスクを被った石森太二が登場した。これにより、BONE SOLDIERのギミックは石森に引き継がれる事となった。
2019年8月にブログを新たに開設し、現在は北海道の実家でアマチュアレスリングの指導者として活動している事を正式に公表した。ただし、ブログはのちに閉鎖している。

## 得意技

### キャラクターに関わらず使用する技
平澤は3度のリングネームとキャラクターを変更しているが、それに関わらず使用し続けている技も多い。
カリビアン・デス・グリップ
ヒール転向後の主要攻撃およびフィニッシュ・ホールド。コブラクローと同型。テーピングでガチガチに固めた指で頸動脈を圧迫する。
新日本のリング上ではキング・ハクのトンガン・デス・グリップと扱いは同等で、ギブアップやレフェリーストップはもちろんフォールカウントも奪える万能な技となっている。仕掛ける前に指を突き立てるアピールを繰り出し、相手の首を締め上げている最中は白目や恍惚とした表情で勢いよく涎をたらすため、非常に不気味な光景となっている。
キャプテン・ニュージャパンに転身時にもフィニッシュとして使用していたが、仕掛ける以前の動作が異なっている。
両手を天高く突き上げ（通称「キャプテンチャージ」）て観衆から力を分け与えるように嘆願するという身振りと化している。その後、相手が起き上がってきたところを見計らい首を締め上げる。
地獄突き
要所でタイミングよく繰り出すため、チェンジ・オブ・ペースの一つとして使用。ヒデオ時代はカリビアン・デス・グリップ同様、テーピングで固めた指で繰り出すため威力が倍増している。続いてヒラ・ボトムに移行する事も多い。
2011年度のG1タッグリーグではパートナーの飯塚高史のアイアンフィンガー・フロム・ヘルを無断で装着して敢行した。
ヒラ・ボトム
ロック・ボトムと同型。ヒール転向、キャプテン・ニュージャパン転身後も使用している。フォームが崩れてチョークスラムと誤られることもしばしば見られる。
エクスプロイダー
ヒール転向後に使用するようになった。永田も得意とする技であるが永田との対戦以外でも使用している。技の入り方は同じだが、相手を真横に投げるブリザードスープレックスに近いモーションとなっている。
フライング・ボディ・アタック
キャプテン・ニュージャパン転身後、使用し始めた技。
ダイビング・ヘッドバット
自らが試合権利を握っている際に、観衆を煽りつつトップロープ上へと登り放っていく。しかし大抵は相手に余裕を与えてしまい自爆する確率が高い。
ショルダー・タックル
主にジャンピング式を使用。劣勢からのチェンジ・オブ・ペースとして毎試合必ずといっていいほど使用する。相手に動きを読まれてかわされる事も多い。
延髄斬り
蹴り足を相手に取らせて、もう片足で放つキャッチ式を使用する。
前方回転エビ固め
起死回生のフォール技。2013年のWORLD TAG LEAGUEではプリンス・デヴィットから貴重な1勝をもぎ取った。

### BONE SOLDIER
ベルト攻撃
ボーンソルジャー
変形チョークスラム

### キャプテン・ニュージャパン
キャプテンスペシャル
変型ラ・マヒストラル

### ヒデオ・サイトー時特有の技
ヒデオ・サイトーとしては技らしい技はほとんど使用せずに試合を展開する。レフェリーに暴行を加えようとしたり、終始やる気を見せずされがままであることもあるが、スイッチが入ったように突如として狂乱ファイトに転じることも多い。また永田との対戦では、いわゆる「掟破り」のかたちで永田の得意技を使用している。
チョーク攻撃
ヒール転向後の主要攻撃。上記、カリビアン・デス・グリップと混合されるが、厳密には別の技であり反則である。
コブラクローの形からチョーククローの形になった場合、このチョーク攻撃と見なされて反則カウントを取られる。
袈裟斬りチョップ
上記二つに並ぶ、ヒール転向後の主要攻撃。肩口ないし脳天へ振り下ろす。
新日本プロレスにおいては橋本真也以来の使い手となる。
大根斬りチョップ
小橋建太が使用する技と同型。リバースDDTの体勢で捉えた相手の胸元に手刀を落とす。
上記、袈裟斬りチョップのバリエーションの一つ。
ヒップバット
コーナーへ振った相手へ走り込んで、串刺し式で背面からぶつかる。
ここからニーリフトや袈裟斬りチョップを連続で叩き込むことが多い。
ゴング攻撃
攻撃のみならず、ゴングを盾にして矢野が放つ木槌（ゴング用）攻撃を防いだこともある。
綱紐攻撃
コスチュームの上着を固定している綱紐による首絞め攻撃。トップロープを挟んでエプロン側に相手を放り込む、「吊り下げ式」も使用する。

### 平澤光秀時特有の技
スピアー
ジャーマン・スープレックス・ホールド
平澤の場合、そのままブリッジで固めずに自分の体を捻って覆いかぶさるような形でフォールに向かう。
サイド・スープレックス
ナガタロックII
青義軍時代に永田から直接指導を受けた技で、ヒール転向後の2011年7月18日と2011年9月19日の永田戦でも使用した。
永田とのタッグでは平澤が同技、永田がアンクルロックを極める連携技も見られた。

## タイトル歴
WWC
- プエルトリコ・ヘビー級王座
- カリビアン・ヘビー級王座

## 入場テーマ曲
- BULLET CLUBのテーマ

BONE SOLDIER転身後のテーマ曲。2016年 - 2017年まで使用。
- Where are you from?

キャプテン・ニュージャパン転身後のテーマ曲。2012年 - 2016年まで使用。
- departed spirits

ヒデオ・サイトー時代のテーマ曲。2011年7月 - 12月まで使用。
- Spread.Wing-beat
- Root and Roots / TSUTOMU TOYA （AN INFINITE STRING に収録）

平澤光秀時代のテーマ曲。

## 各団体のキャプテン風レスラー
- キャプテン・オールジャパン - 全日本プロレス
- キャプテン・ノア - プロレスリング・ノア

上記2人は、東日本大震災復興支援興行ALL TOGETHERでの企画。キャプテン・ニュージャパンとトリオ結成。一応正体は非公開であるが、正体は明らかであった。なお、2015年に登場したキャプテン・ノアについては正体不明である。
- キャプテン大五郎 - KAIENTAI-DOJO
- キャプテン・スターダム

2020年3月8日、新型コロナウイルスの影響により無観客試合になったスターダム・後楽園ホール大会第1試合に登場。

## その他
- 高校総体グレコローマン76kg級で準優勝、全日本大学グレコローマン選手権76kg級3位という成績を残す平澤昌大を双子の弟に持つ。
- 新日本に入団する前、大学時代より交流のある高橋から「会社に辞表をだすのは入門テスト合格してからでいいんじゃない？ もし不合格だったら生活できなくなるよ」と言われるも「絶対に合格します! 今の会社に未練はありません!」と宣言し見事合格した。
- 邪道からは「にょろにょろ」の異名で呼ばれるなど周囲からも愛されている。
- 入門1日目にレッドシューズ海野に酒を飲まされ泥酔し、中邑を「真ちゃん」と馴れ馴れしく呼び、安沢明也を殴り目から流血させた。
- 特技はロボットダンス。
- ヒール転向後、当初は比較的まともな言動で週刊プロレスの取材に永田と会社への不満を口にしていたが、入場中に永田の曲が流れると頭を両手で押さえる、また試合後のバックステージでは「永田ぁ…！ 永田ぁ…！」と永田を連呼する、ヒール転向初の青義軍との対決の後のコメントで「永田さん？ 尊敬してますよ」と答えるなどの言動が目立つようになった。他にも2011年7月13日の試合では荒れに荒れた戦いを行った後、インタビュアーの湯沢に対しては「一緒に焼き肉食いましょうよ」「さぁてご飯だご飯」など陽気に食事に向かうと言った二面的な言動をとるようにもなった。
- CHAOS時代に飯塚とタッグを組むことが多かったが、試合中に飯塚のアイアンフィンガー・フロム・ヘルを奪い、激高した飯塚に攻撃され、挙句その隙を突いた相手に負けるという展開が度々ある。
- キャプテン・ニュージャパンになると週刊プロレスの記者を「情報屋」と呼ぶ。またIWGPヘビーのベルトやタッグのベルトを「かっこいいの」と欲しがってはいる。オカダ・カズチカのことは「レインマン」と呼んでいる。
- 学生時代にマクドナルドのアルバイトを経験し、店長代理にまで上り詰めた事がある。
- 新日本プロレスのキャプテン・ニュージャパンの紹介ページの一行目に「本名は平澤光秀」と明記されたうえ、平澤からヒデオ、キャプテンへの変遷も記されている。しかし、キャプテン自身は平澤光秀は友人であり現在プエルトリコでファーストフード店をやっていると語っており、あくまで別人であるというギミックを貫いている。
- コスチュームは赤が基本だが黄色や水色を着る場合もある。キャプテン自身は「皮膚」と表現しているという。また永田と組むときは青を必ず着用する。